# 660. pehotni polk (Wehrmacht)
Za druge 660. polke glejte 660. polk.
660. pehotni polk (izvirno nemško Infanterie-Regiment 660) je bil eden izmed pehotnih polkov v sestavi redne nemške kopenske vojske med drugo svetovno vojno.

## Zgodovina
Polk je bil ustanovljen 8. marca 1940 kot polk 9. vala kot Landesschützen-Regiment Oberost ter dodeljen 393. pehotni diviziji.
10. julija 1940 je bil ustanovljen 660. stražni bataljon; nato pa je bil 18. avgusta istega leta polk razpuščen in osebje dodeljeno Heimatwachu.